# Санта-Рита-ду-Итуэту
Санта-Рита-ду-Итуэту (порт. Santa Rita do Itueto) — муниципалитет в Бразилии, входит в штат Минас-Жерайс. Составная часть мезорегиона Вали-ду-Риу-Доси. Входит в экономико-статистический микрорегион Айморес. Население составляет 6036 человек на 2006 год. Занимает площадь 486,539 км². Плотность населения — 12,4 чел./км².

## История
Город основан 1 марта 1963 года.

## Статистика
- Валовой внутренний продукт на 2003 год составляет 22 837 534,00 реалов (данные: Бразильский институт географии и статистики).
- Валовой внутренний продукт на душу населения на 2003 год составляет 3776,67 реалов (данные: Бразильский институт географии и статистики).
- Индекс развития человеческого потенциала на 2000 год составляет 0,691 (данные: Программа развития ООН).